# Jamie xx
Jamie Smith, né le 28 octobre 1988 à Londres, est un musicien, compositeur et remixeur britannique, plus connu sous le nom de scène Jamie xx. Il est principalement connu pour sa participation au groupe londonien The xx.

## Biographie
Il a en outre remixé l'album I'm New Here de Gil Scott Heron en We're New Here sorti en 2011.
Il a de plus sorti un EP en 2011, dont est extrait le single Far Nearer, sacré meilleur nouveau morceau par Pitchfork.
En juin 2015, Jamie xx sort son premier album solo In Colour, sur le label indépendant britannique Young. On y retrouve toutefois les voix des membres de The xx, Romy Madley Croft sur les morceaux SeeSaw et Loud Places ainsi que Oliver Sim sur le titre Stranger in a Room.
Il sort un deuxième album solo le 20 septembre 2024, intitulé In Waves sur le label Young,.

## Discographie

### Avec The XX
- xx (2009)
- Coexist (2012)
- I See You (2017)

### Avec Gil Scott Heron
- We're New Here (2011)

### Solo

#### Album studio
- In Colour (2015)
- In Waves (2024)

#### Singles
- NY Is Killing Me (2010)
- I'll Take Care of U (2011)
- Far Nearer / Beat For (2011)
- Girl / Sleep Sound (2014)
- All Under One Roof Raving (2014)
- Gosh / Loud Places (2015)
- I Know There's Gonna Be (Good Times) (2015)
- Idontknow (2020)
- It’s so good (2024)

## Remixes
- Rolling in the Deep, d'Adele
- Tremel, de Glasser
- Pull my heart away, de Jack Penate
- Fog, de Nosaj Thing
- You've got the Love, de Florence and the Machine
- Basic Space, de The xx
- Bloom, de Radiohead
- Hip love, de Falty DL
- Lion, de Four Tet
- I'll take care of you, de Gil Scott Heron
- Running, de Gil Scott Heron
- On Hold, de The xx